# 公海公約
公海公約（英語：Convention on the High Seas），亦稱聯合國公海公約，是聯合國召集的第二次海洋法會議，於1958年決議的四大海洋法公約之一。此公約之多數原則皆已包括在後來新增定的1982年海洋法公約之中。
公海公約是用以規範各國船隻、設施在公海上的活動，以確保公海向全世界開放並保障各國之合法利用。

## 定義公海
該公約稱公海者，即不屬領海或一國內水之海洋所有各部份。公海對各國一律開放，任何國家不得有效主張公海任何部份屬其主權範圍。

## 公海自由
公海公約最重要的精神是規定了「公海自由」的原則，包括對沿海國及非沿海國而言的以下事項：
- 航行自由；
- 捕魚自由；
- 敷設海底電纜與管線之自由；
- 公海上空飛行之自由。

## 內陸國之公海自由
公海公約對內陸國（如瑞士、中非共和國、阿富汗等）利用海洋的權益也有保障。公約指出，內陸國應可自由通達海洋，才能使他們與沿海國家以平等地位享有海洋自由。為此目的，凡位於海洋與內陸國間之國家應與內陸國相互協議，依照現行國際公約，准許內陸國根據交互原則自由過境，且對於懸掛該國國旗之船舶，出入及使用海港事宜上，准其與本國船舶或任何他國船舶享受平等待遇。

## 船籍管理
公海公約另一核心規定是關於船籍的管轄和管理。這是因為海盜船與海上犯罪在20世紀仍甚猖獗之故。公約規定各國無論是否沿海國，均有權在公海上行駛懸掛本國國旗之船舶。而各國應規定給予船舶國籍、船舶在其境內登記及、享有懸掛其國旗權利之條件。關於船籍管理，有以下原則：
- 船舶有懸掛一國國旗者具有該國國籍。國家與船舶之間須有真正連繫。國家尤須對懸其國旗之船舶在行政、技術及社會事宜上確實行使管轄及管制。
- 各國對於准享懸掛其國旗權利之船舶，應發給有關證書。
- 船舶應僅懸掛一國國旗航行，除有國際條約或本條款明文規定之例外情形外，在公海上專屬該國管轄（船旗國專屬管轄權）。
- 船舶除其所有權確實移轉或變更登記者外，不得於航程中或在停泊港內更換其國旗。船舶如懸掛兩國以上國家之國旗航行，權宜換用，視同無國籍船舶。

## 軍艦及官船
- 軍艦在公海上受特殊保障。公約第八條規定，軍艦在公海完全免受船旗國以外任何國家之管轄。而軍艦指屬於某國海軍，具備該國軍艦外部識別標誌之船舶，由政府正式任命之軍官指揮，指揮官姓名見於海軍名冊，其船員服從正規海軍紀律者，以區別於偽冒的武裝船隻。
- 一國所有或經營之船舶專供政府非商務用途者，在公海上也完全免受船旗國以外任何國家之管轄。